# Воскобойников, Олег Игоревич
Оле́г И́горевич Воскобо́йников (4 июля, 1971, Алма-Ата, Казахская ССР, СССР) — казахстанский футболист, вратарь. Двукратный чемпион Казахстана (1996, 2000).

## Биография
Отец играл в футбол вратарём за джамбулский «Энергетик». Сын в 14 лет тоже стал в ворота. Его первым тренером был Тулеген Орумбаев. Окончив школу, впервые в конце 1988 года выступил за «Химик». Эту команду второй союзной лиги возглавили Курбан Бердыев и Ваит Талгаев. Отец настоял, чтобы сын поступил в институт. Став студентом шымкентского вуза, Воскобойников играл за местный клуб «Томирис», вместе с Нуркеном Мазбаевым.

### Клубная карьера
В 1989 году друг отца Амерби Динаев, 10 лет выступавший за чимкентский «Мелиоратор» и ставший главным тренером туркестанского «Монтажника», убедил Врскобойникова взять академический отпуск. В 1990 году «Монтажник» выиграл Кубок Казахской ССР по футболу, победив в финале «Актюбинец».
В сезоне 1991 года Воскобойников уже выступал за клуб второй лиги СССР «Олимпия» (Алма-Ата), а затем 4 года играл за чимкентский «СКИФ-Ордабасы».
В 1996 году Воскобойникова позвали в Жамбыл, где местный «Тараз» снова тренировал Талгаев. Здесь давно играл Мазбаев. Воскобойников пропустив всего 14 голов и стал с командой чемпионом Казахстана. Был признан лучшим футболистом первенства. В следующем сезоне «Тараз» стал вице-чемпионом, а Воскобойников, пропустив только 15 голов, снова лучшим футболистом Казахстана, а Мазбаев — лучшим бомбардиром.
В 1998 году Воскобойникова пригласили с Мазбаевым в кызылординский «Кайсар-Hurricane». Воскобойников в третий раз подряд стал лучшим футболистом сезона, Мазбаев — вторым бомбардиром, однако, клуб занял только 4-5 места в двух сезонах. Удачнее клуб играл в Кубке Казахстана. В 1998 году только в дополнительное время проиграл финал павлодарскому «Иртышу» (1:1, 0:1). 16 июля 1999 года в финале Кубка Казахстана 1999 против усть-каменогорского клуба «Восток-Алтын» (1:1, 2:0 по пенальти) футболисты «Востока» не смогли забить Воскобойникову 4 послематчевых пенальти.
В 2000 году дуэт перешёл в астанинский «Женис». Воскобойников был основным вратарём и в 18 матчах пропустил лишь 12 голов. На финиш «Женис» пришёл вместе с петропавловским «Аксесс-Голден Грейном». На «золотой матч» президент «Жениса» поставил в ворота своего сына Давида Лорию, но тот сумел удержать ворота сухими (2:0), и «Женис» впервые стал чемпионом, а Воскобойников с Мазбаевым — вторично.
Затем Воскобойников выиграл серебряные медали чемпионата Казахстана 2001 и 2002 года в составе «Атырау», а Мазбаев — Кубок Казахстана по футболу 2001 в составе алматинского «Кайрата».
Поиграв ещё пару лет, Воскобойников в 2005 году закончил свою карьеру. С 2009 по 2013 гг. тренировал вратарей «Ордабасы», а с декабря 2013 года — вратарей алматинского «Кайрата».

### Сборная
В сборной Казахстана Воскобойников за период 1994—2000 провёл 23 матча и пропустил 27 голов.

## Достижения

### Командные
«Монтажник»
- Кубок Казахской ССР по футболу: 1990

«Тараз»
- Чемпион Казахстана: 1996
- Вице-чемпион Казахстана: 1997

«Кайсар»
- Финалист Кубка Казахстана: 1997/1998
- Обладатель Кубка Казахстана: 1998/99

«Женис»
- Чемпион Казахстана: 2000

### Личные
- Лучший футболист Казахстана: 1996, 1997, 1998